# Йоаким Воденски
Йоаким (на гръцки: Ιωακείμ) е гръцки духовник, митрополит на Цариградската патриаршия.

## Биография
Йоаким е избран да заеме воденската катедра през януари 1832 година и остава във Воден до януари 1840 година. През януари 1840 година става иконийски митрополит и заема катедрата в Иконио до юни 1846 година, когато подава оставка.
Умира около 1850 година.